# Mosse (Wipperfürth)

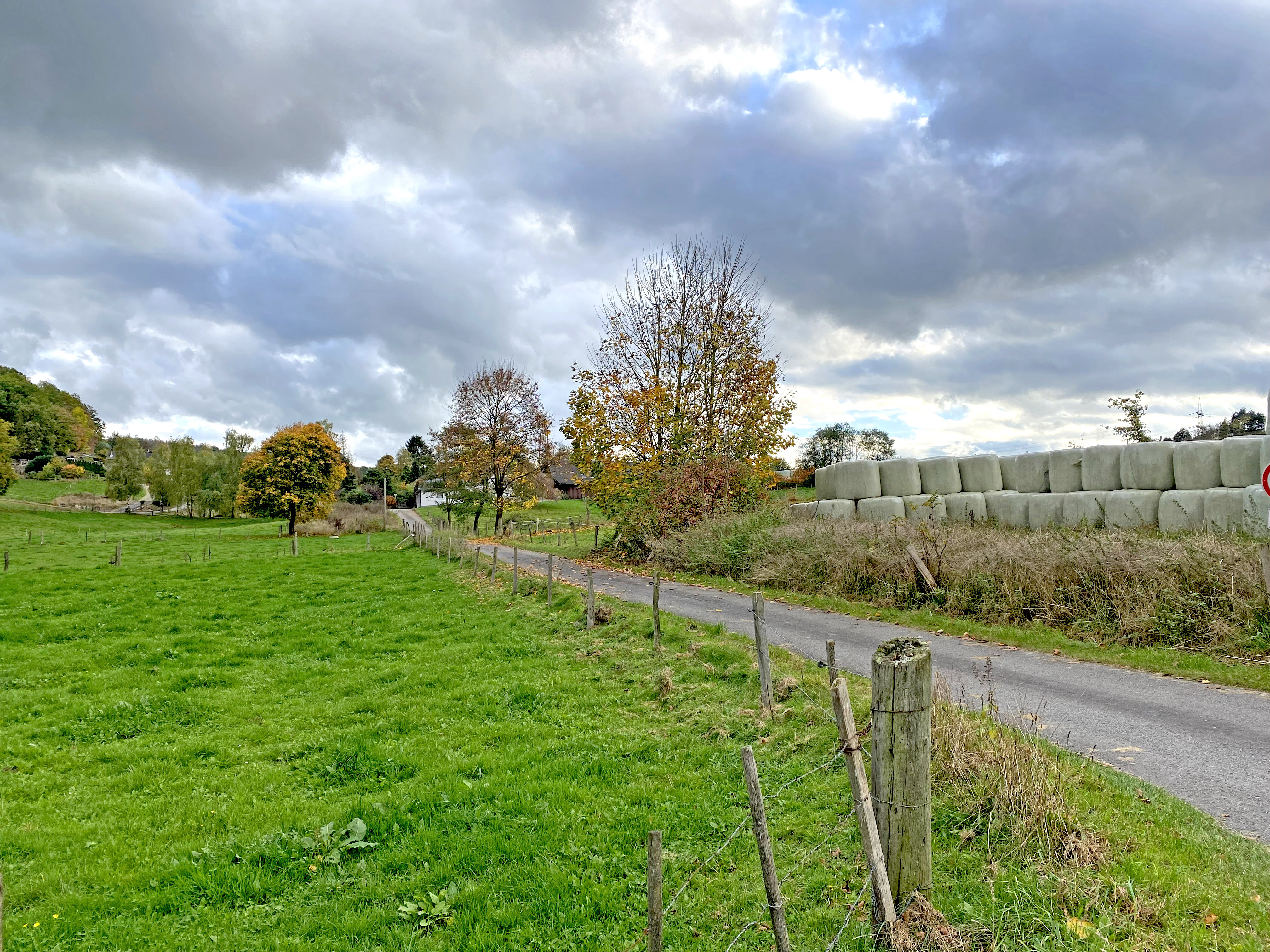
Weg von Hilgersbrücke nach Mosse

Mosse ist eine Ortschaft in der Gemeinde Wipperfürth im Oberbergischen Kreis im Regierungsbezirk Köln in Nordrhein-Westfalen (Deutschland).

## Lage und Beschreibung
Der Ort liegt im Westen der Stadt Wipperfürth. Im Osten der Ortschaft fließt der in die Wupper mündende Mosser Bach vorbei. Nachbarorte sind Finkelnburg, Wüstemünte, Kleppersfeld und Hilgersbrücke.
Politisch wird Mosse durch den Direktkandidaten des Wahlbezirks 17.1 (171) Hämmern im Rat der Stadt Wipperfürth vertreten.

## Geschichte
Die Topographische Aufnahme der Rheinlande von 1825 zeigt auf umgrenztem Hofraum unter dem Namen „Moosse“ vier getrennt voneinander liegende Grundrisse. Ab der Preußischen Uraufnahme von 1840 lautet die Ortsbezeichnung Mosse.

## Busverbindungen
Über die Haltestelle Hämmern der Linie 336 (VRS/OVAG) ist Mosse an den öffentlichen Personennahverkehr angebunden.